# 32630 Ethanlevy
32630 Ethanlevy este o planetă minoră (asteroid) din centura de asteroizi. A fost descoperită pe 10 septembrie 2001 la Experimental Test Site⁠(d) de Lincoln Near-Earth Asteroid Research. 
Obiectul prezintă o orbită caracterizată de o semiaxă mare de 2,3996825 UAi, o excentricitate de 0,09, o înclinație de 6,02276 ° în raport cu ecliptica.